# Centro internazionale matematico estivo
Il Centro internazionale matematico estivo (CIME) è un organismo dei matematici italiani nato nel 1954 con lo scopo di facilitare i contatti fra giovani matematici italiani e non e i più prestigiosi matematici della scena internazionale. Il CIME organizza ogni anno (nel periodo giugno-settembre) da tre a cinque corsi su argomenti di ricerca matematica avanzata. Il Direttore attuale è il prof. Paolo Salani, il Segretario Scientifico è il prof. Daniele Angella.

## Storia
Nasce nel 1954 sotto l'auspicio dell'Unione matematica italiana per opera di Giovanni Sansone, allora presidente dell'UMI, coadiuvato da un comitato composto da Enrico Bompiani, Attilio Frajese e Beniamino Segre. Nei primi anni si propone primariamente di riavvicinare i giovani matematici italiani alle correnti avanzate della matematica internazionale dopo il deleterio isolamento del periodo bellico. Negli anni successivi consolida il suo prestigio internazionale e nel 1980 viene riconosciuto come fondazione dallo Stato italiano.
Più recentemente si è rivolto principalmente a studenti non italiani al fine di stimolare gli scambi scientifici ad ogni livello della ricerca matematica, a promuovere scambi fra giovani studiosi, a consolidare e mantenere relazioni scientifiche ad alto livello. Fino agli anni '80 il CIME è stato finanziato dal CNR e dal Ministero della Pubblica Istruzione (MPI). Successivamente oltre al Ministero dell'università e della ricerca scientifica e tecnologica (MURST) italiano, si sono affiancati, fra gli enti erogatori di fondi per un'attività ritenuta meritoria di un tale sostegno, anche l'Unione europea e l'UNESCO. Attualmente, il principale finanziatore è l'INdAM (Istituto Nazionale di Alta Matematica).